# Willie Telfer
Willie Telfer (Larkhall, 26 ottobre 1925 – 12 novembre 1995) è stato un allenatore di calcio e calciatore scozzese, di ruolo centrocampista.

## Carriera

### Giocatore

#### Club
Nel 1943 è stato tesserato dal St. Mirren, club con il quale ne 1946, all'età di 21 anni, alla ripresa dei campionati dopo l'interruzione dovuta alla seconda guerra mondiale, ha esordito tra i professionisti, nella prima divisione scozzese; è rimasto nel club bianconero fino alla stagione 1957-1958, per un totale di 322 presenze e 28 reti in incontri di campionato; durante la stagione 1957-1958 è passato a campionato iniziato ai Rangers, altra formazione della prima divisione scozzese, con cui ha giocato 2 partite nella Coppa dei Campioni 1957-1958; è rimasto nel club fino al termine della stagione 1959-1960, giocando in totale 69 partite nella prima divisione scozzese (che ha vinto nella stagione 1958-1959) e 4 partite nella Coppa dei Campioni 1959-1960 (vincendo in questa stessa stagione anche una Coppa di Scozia). Si è infine ritirato nel 1962, all'età di 37 anni, dopo aver giocato per due stagioni nella seconda divisione scozzese, rispettivamente con le maglie di Queen of the South e Hamilton Academical.

#### Nazionale
Ha giocato la sua unica partita con la nazionale scozzese nel 1953, in un incontro del Torneo Interbritannico 1954 (che valeva anche come qualificazione per i Mondiali del 1956) contro il Galles.

### Allenatore
Tra il 1962 ed il 1965 ha allenato gli Albion Rovers, nella seconda divisione scozzese.

## Palmarès

### Giocatore

#### Competizioni nazionali
- Campionato scozzese: 1

Rangers: 1958-1959
- Coppa di Scozia: 1

Rangers: 1959-1960

#### Competizioni regionali
- Renfrewshire Cup: 5

St. Mirren: 1943-1944, 1945-1946, 1946-1947, 1947-1948, 1949-1950